# Martin Ney
 (septembre 2023).
Pour les articles homonymes, voir Ney.
Cet article possède un paronyme, voir Martinet.
 (août 2019).
Si vous disposez d'ouvrages ou d'articles de référence ou si vous connaissez des sites web de qualité traitant du thème abordé ici, merci de compléter l'article en donnant les références utiles à sa vérifiabilité et en les liant à la section « Notes et références ».
Martin Ney, surnommé «l’Homme masqué » ou« l’Homme en noir », né le 12 décembre 1970 à Brême, est un pédocriminel et tueur en série allemand. 
Sa première agression a lieu en 1992. Il porte un masque lorsqu'il tue trois enfants et en agresse sexuellement au moins quarante autres dans des colonies de vacances.  
Au cours de son temps d'activité, il commet des agressions dans des colonies de vacances, des maisons privées ou ailleurs.

## Série d’agressions dans des foyers de jeunes

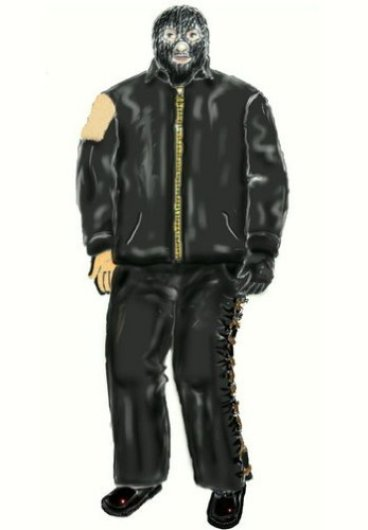
Portrait-robot de « l'homme en noir » réalisé par la police de Basse-Saxe.

En 1992, dans le nord de l'Allemagne, se produit une série d'abus commis principalement sur des garçons. Martin Ney, décrit comme grand et fort, a toujours attaqué de nuit, et masqué. À partir de 1994, il s'introduit également dans des foyers monoparentaux.
Martin Ney commet trois meurtres dans le nord de l'Allemagne en plus d'environ 45 tentatives ou infractions abusives. Dans le cas de deux autres homicides dans l'ouest de la France et aux Pays-Bas, il est considéré comme suspect. Cette série de meurtres présumés a un rythme de trois ans (1992, 1995, 1998, 2001, 2004).

### Maison d'enfants à Hepstedt
Le 3 mars 1992, un étudiant découvre un homme masqué dans le dortoir vide d'un foyer pour enfants à Hepstedt. Ce dernier s'enfuit par une porte-fenêtre. Quelques jours plus tard, l'homme tente d'abuser d'un garçon de onze ans, et s'enfuit lorsque celui-ci se met à crier.
Entre avril et juin 1992, l'homme masqué est vu à deux reprises par des élèves. Une nuit d'août, il réveille plusieurs enfants et les agresse sexuellement.
En septembre, l'inconnu s'approche du lit d'un garçon et lui demande de se déshabiller. En octobre, il entre en contact avec cinq enfants et abuse de trois d'entre eux. Après ces incidents, un détecteur de mouvement est installé dans le camp de l'école et le système de verrouillage des portes est renouvelé.

### Colonie de vacances scolaire de Badenstedt
En mars 1992, des incidents similaires se produisent au camp scolaire de la ville de Badenstedt à Zeven (périphérie de Brême), lorsqu'un intrus tente d'abuser d'un adolescent de treize ans. En août , probablement le même agresseur se faufile dans les toilettes avec un garçon de dix ans. En septembre, il agresse un garçon de neuf ans, après l'avoir porté hors de son lit dans une pièce voisine.
En mai 1994, le délinquant en série s'en prend à un enfant de onze ans. Un an plus tard, il récidive sur un garçon de dix ans. En octobre 1995, il tente d'agresser un adolescent de treize ans, mais s'enfuit lorsqu'il s'asseoit près de ses camarades de classe. 
En juin 1998, il frappe pour la dernière fois à Badenstedt en tentant d'agresser deux garçons qui lui résistent. 

### Meurtres de Stefan Jahr (1992), Dennis Rostel (1995) et Dennis Klein (2001)
En mars 1992, une enseignante aperçoit dans le couloir de la colonie de vacances scolaire de Cluvenhagen un homme porter un garçon somnolent. S'apercevant qu'il est observé, le délinquant s'enfuit aussitôt.
Au petit matin du 31 mars 1992, Stefan Jahr, 13 ans, disparaît d'un pensionnat de Scheeßel. Cinq semaines plus tard, son corps est retrouvé enterré, les mains liées dans le dos dans les dunes de Verden.
En juillet 1994, l'agresseur entre successivement dans deux tentes d'un camp d'Otterndorf. Il agresse sexuellement sept garçons âgés de huit à neuf ans.
Fin août 1994, un garçon de treize ans est agressé sexuellement par Martin Ney dans le camp de Selker Noor. Après une dizaine de minutes, l'homme masqué disparaît. Deux jours plus tard, l'homme commet encore une agression sexuelle sur un autre adolescent de treize ans à Selker Noor.
En juin 1995, l'agresseur agresse un enfant de dix ans à Wulsbüttel et s'enfuit par la fenêtre de sa chambre. Dans la nuit du 24 juillet 1995, Dennis Rostel, huit ans, disparaît du camp. Deux semaines plus tard, des touristes allemands trouvent son corps enterré dans une dune près de Vinderup au Danemark. En juillet 1999, l'homme réveille un garçon de huit ans, l'emmène au sous-sol de la maison pour l'agresser sexuellement.
Le 5 septembre 2001, Dennis Klein, neuf ans, disparaît de sa chambre pendant la nuit. Quatorze jours plus tard, le garçonnet est retrouvé assassiné par un ramasseur de champignons dans un bosquet dense sur une route forestière entre Kirchtimke et Hepstedt.

### Attaques au domicile familial
Un délinquant masqué pénètre en avril 1994 dans plusieurs maisons unifamiliales de la région de Brême, et a abusé de trois garçons.

## Affaire Jonathan Coulom
Le 7 avril 2004, Jonathan Coulom, dix ans, disparaît alors qu'il se trouvait dans un centre de vacances de Saint-Brevin-les-Pins en Loire-Atlantique. Le garçon, originaire du Cher, est sans doute vêtu de son seul pyjama à ce moment-là. Ses camarades retrouvent son lit vide au matin, avec toutes ses affaires présentes dans le dortoir.
Le 19 mai, son cadavre, ligoté en position fœtale et lesté d’un parpaing de dix-huit kg, est retrouvé dans un étang proche de Guérande à vingt-cinq kilomètres du lieu de l’enlèvement : aucune trace de coups, ni de violence sexuelle. Il aurait été tué par « suffocation », selon une expertise. Martin Ney aurait été proche de la scène du crime en mai 2004.
Les actions diffèrent dans les détails et l'approche habituelle des attaques. Cependant, selon les enquêteurs, il s'agit du même délinquant masqué. La police, malgré l'insistance des parents, n'émet aucun avertissement public. La liste comprend les crimes  attribués à l'homme masqué avant même l'arrestation de Ney.
La principale piste dont disposent les enquêteurs est une trace ADN relevée sur le lit de Coulom.
Quelque 2 300 tests ADN sont réalisés en vue de retrouver son meurtrier ; la trace ADN est diffusée auprès d’Interpol. En vain.
En 2008, la gendarmerie et la justice lancent un site internet dédié (www.dossierjonathan.fr, aujourd'hui fermé),  pour relancer l’enquête, comptant sur cet outil pour « réveiller les mémoires » quatre ans après les faits. Plusieurs appels à témoins sont lancés, et la gendarmerie créé une cellule spéciale - baptisée cellule 44. Une vingtaine d’enquêteurs travaillent simultanément sur le dossier.
Dès le départ, les enquêteurs jettent un œil vers l'Allemagne : plusieurs témoins signalent la présence d'une voiture portant des plaques d'immatriculation allemandes dans le secteur de Guérande, le soir de l'enlèvement. Mais surtout, les policiers allemands contactent les gendarmes français, frappés par les similitudes entre le meurtre de Jonathan et le mode opératoire du criminel allemand  « Schwarzer Mann » (L'homme en noir).

## L'enquête
Entendu une première fois par la police allemande en 2007 pour des faits d'abus sexuels, Martin Ney n'est toutefois pas condamné, faute de preuves.
De nouveau arrêté en 2011, il reconnaît une série de crimes commis en 1992, 1995 et 2001. Il est condamné à la perpétuité le 27 février 2012 par le tribunal régional de Stade, près de Hambourg. Aujourd'hui, malgré les révélations de son codétenu sur son implication dans l'affaire Jonathan Coulom, Martin Ney nie être l'auteur du meurtre de Jonathan. D'après Le Parisien, il est suspecté dans d'autres affaires criminelles en Pologne, en Grèce et en Amérique du Sud.
L'enquête après l'arrestation ainsi que le processus donne des indications sur d'autres cas d'abus. Certains actes, dont le meurtre de Jonathan Coulom, sont niés par Martin Ney et n'ont jusqu'à présent pas pu être prouvés.
En tant que violeur et meurtrier d'enfants, Martin Ney a été interrogé dans l'affaire de la disparition de Maddie McCann à Praia da Luz au sud du Portugal en 2007. Il pourrait toutefois être de nouveau interrogé, alors qu'un autre Allemand, lui aussi condamné pour des faits à caractère pédophile, Christian B., reste à ce jour[Quand ?] le principal suspect.

## Des confessions en prison
Interrogé dès son interpellation en 2011 sur la disparition de Jonathan, Martin Ney nie. Une position confortée par un élément matériel, mis au jour par Le Parisien : sa carte bancaire utilisée en Allemagne le jour des faits, à 800 km de Guérande.
En 2018, un codétenu révèle que Martin Ney lui a avoué le meurtre de Jonathan. Martin s'étonne même de ne pas avoir été arrêté plus tôt, ayant égaré son sac à dos sur place. Ses aveux comportent des éléments connus des seuls enquêteurs.
En octobre 2019, sur mandat d'arrêt européen, Martin Ney est remis aux autorités françaises et mis en examen à Nantes pour « meurtre d’un mineur de 15 ans et arrestation, enlèvement et séquestration, ou détournement arbitraire de mineurs de 15 ans ».
Interrogé durant 8 mois par le juge Stéphane Lorentz, Martin Ney persiste à nier son implication dans le meurtre de Jonathan Coulom et repart purger sa peine en Allemagne.